# فال‌آوت ۳
فال‌آوت ۳ (به انگلیسی: Fallout 3) یک بازی ویدئویی جهان باز در سبک نقش‌آفرینی اکشن است که توسط بتزدا گیم استودیوز توسعه یافته و به‌وسیلهٔ بتزدا سافت‌ورکز منتشر شده‌است. این بازی به عنوان سومین نسخه از مجموعه بازی‌های فال‌اوت به‌شمار می‌رود، که پس از غیبتی ۱۰ ساله توسط شرکت بتزدا سافت‌ورکز در اکتبر سال ۲۰۰۸ برای ایکس‌باکس ۳۶۰، پلی‌استیشن ۳ و مایکروسافت ویندوز منتشر شد.
به دنبال انتشار، فال‌آوت ۳ واکنش‌های مثبت بسیاری از طرف منتقدین دریافت کرد، که به‌خصوص آزادی بی‌حد و اندازه در جریان بازی و سیستم تغییر لول-شخصیت را مورده تحسین قرار داده‌بودند. گروه ان‌پی‌دی تخمین زدند فال اوت ۳ بیش از ۶۱۰٬۰۰۰ نسخه در ماه اول انتشار بازی در اکتبر ۲۰۰۸ به فروش رسانده، و از بازی پیشین بتزدا سافت‌ورکز یعنی الدر اسکورولز ۴: آبلیویئن که تقریباً ۵۰۰٬۰۰۰ نسخه در ماه اول به فروش رسانده بود، فروش بیشتری داشته‌است. به دنبال این بازی نسخه‌ای اسپین‌آف تحت نام فال‌اوت: نیو وگاس توسط شرکت آبسیدین انترتینمنت در سال ۲۰۱۰ ساخته و منتشر شد. چهارمین قسمت اصلی در این سری نیز تحت عنوان فال‌آوت ۴، در نوامبر ۲۰۱۵ عرضه شد.

## داستان
داستان بازی در سال ۲۲۷۷ رخ می‌دهد، درست ۲۰۰ سال پس از حریق بمباران اتمی جنگ بزرگ، یک نبرد جهانی که وقوع آن در سال ۲۰۷۷ میلادی بوده‌است. این جنگ هسته‌ای بزرگ‌ترین فاجعه تاریخ بشری بود که بین ابرقدرت‌های جهانی (از جمله ایالات متحده آمریکا و جمهوری خلق چین و غیره…) درگرفت. پس از جنگ هیچ وقت مشخص نشد که اولین بمب را چه کشوری رها کرده بود. با وجود اینکه این جنگ فقط ۲ ساعت جریان داشت، از آن به عنوان «جنگ جهانی چهارم» یاد می‌شود زیرا بیشتر کشورها را به‌طور کامل تخریب کرد و اکثر قربانیان بلافاصله هنگام بمباران کشته شدند و بقیه به دلیل اثرات مخرب تشعشعات رادیواکتیو به اختلال ژنتیکی و بیماری‌های خونی و پوستی مبتلا شده‌اند. چنین اشخاصی به‌طور متداول بعنوان «غول» نامیده شدند.
تنها کسانی که از این حادثه جان سالم به در بردند کسانی بودند که قبل از جنگ به پناهگاه‌های مخصوص زیرزمینی یا والت پناه بردند. در فال اوت ۳، بازیکن در نقش یکی از اعضای والت ۱۰۱، پناهگاهی در واشنگتن دی‌سی پایتخت آمریکا، می‌باشد. مردم مقیم این گروه، در دنیای به دور از جنگ‌های بیرون به خوبی زندگی می‌کنند. بازی اصلی وقتی شروع می‌شود که بازیکن برای پیدا کردن پدرش از والت فرار می‌کند و پای به دنیایی نابود شده و آلوده به امواج رادیواکتیو می‌گذارد که در آن خطرات متعددی منتظر اوست.

## ویژگی‌ها
ویژگی‌های بازی فال‌اوت ۳:
- آزادی بی‌حد و اندازه در جریان بازی که در دنیای غریب بسیار بزرگی قدم می‌گذارید و به هر کجا که می‌خواهید می‌روید.
- تجربه S.P.E.C.I.A.L. که تیم مهندسی Vault برای بازیکنان آخرین تکنولوژی شبیه‌سازی و ساخت انسان را به ارمغان می‌آورد.
- گرافیک فوق‌العاده و بی‌نظیر بازی همراه با منظره‌های منحصربه‌فرد بسیار زیبا و طبیعی به علاوه جلوه‌های ویژه سینمایی بازی.
- قدرت انتخاب میان خوب بودن و بد بودن با انتخاب مسیر بازی خود.
- هوش مصنوعی فوق‌العاده هوشمند بازی.[۶][۷]

## بازتاب‌ها
فال‌آوت ۳ برنده چندین جایزه به دنبال رونمایی در ای۳ ۲۰۰۷ شد. آی‌جی‌ان به آن بهترین بازی ای۳ ۲۰۰۷ را نسبت داد، و گیم‌اسپات به آن جایزه بهترین بازی نقش آفرینی ای۳ ۲۰۰۷ داد. به دنبال نمایش بازی‌ها در ای۳ ۲۰۰۸، آی‌جی‌ان همچنین به آن عنوان بهترین بازی نقش آفرینی، بهترین بازی کنسولی و بهترین نمایش بازی در ای۳ ۲۰۰۸ را داد.